# М-105 (двигатель)
M-105 (с 1943 года — ВК-105) — авиационный поршневой четырёхтактный 12-цилиндровый V-образный двигатель жидкостного охлаждения конструкции В. Я. Климова. Было построено около 91 тысячи двигателей в различных вариантах. В ходе войны двигатели Климова изменили наименование с М («мотор») на «ВК» — по инициалам создателя.

## История
Двигатель был создан в 1940 году под руководством Главного конструктора В. Я. Климова. Глубокая модернизация мотора М-103А и опытного М-104. Мотор имел меньший рабочий объём, увеличенную степень сжатия, двухскоростной центробежный нагнетатель, два впускных клапана на цилиндр. В качестве горючего использовался высокооктановый бензин либо бензосмесь с октановым числом не менее 92 (М-105ПФ не менее 95).

## Конструкция
Является глубокой модернизацией двигателя М-100 — лицензионного двигателя Hispano-Suiza 12Y.
По сравнению с двигателями М-103А и М-104, М-105 подвергся значительной конструктивной доработке, главной из которых было принципиальное изменение схемы самого мотора: для улучшения наполнения цилиндров на каждом из них были поставлены по два впускных клапана вместо одного, сечение клапанов впуска увеличилось почти в полтора раза, а клапанов выпуска — на 15 %. На коленчатом валу для снижения нагрузок на коренные шейки вала устанавливались противовесы. Полностью переработана конструкция блока цилиндров и система газораспределения. Установлена двухскоростная передача к ПЦН от мотора М-104 со значительными доработками.
В качестве моторного топлива применялись этилированные бензины и бензосмеси:
- 3Б-78 — авиационный бензин Б-78 с добавлением 0,3 % антидетонационной присадки Р-9 или В-20 (октановое число 93).
- 1Б-95 — импортный авиационный бензин с октановым числом 95 и с добавлением 0,1 % антидетонационной присадки Р-9 или В-20.
- смесь № 1 — 60 % Б-70, 20 % изооктана и 20 % неогексана (октановое число 95).
- смесь № 2 — 60 % Б-70, 20 % алкилбензола и 20 % неогексана (октановое число 95).
- резервное топливо: 4Б-74 — авиационный бензин с октановым числом 74 и с добавлением 0,4 % антидетонационной присадки Р-9 или В-20 (октановое число 92).

Форсированные модификации мотора М-105 не допускались к эксплуатации на топливе с октановым числом менее 95 (использовались: смесь № 1, смесь № 2, 1Б-95, 4Б-78).
Мощность мотора на взлётном режиме 1100 л.с. при оборотах коленвала 2600 об/ми, максимальная продолжительность работы на этом режиме не более 5 мин.
Максимальная мощность мотора на расчётной высоте 2000 метров при работе на 1-й ступени нагнетателя составляла 1100 л.с. На второй скорости нагнетателя на расчётной высоте 4000 метров мотор выдавал 1050 л.с.
Зажигание искровое, от магнето БСМ-12, тип свечей — ВГ-2.
Масло в маслосистему мотора: летом — МС, зимой — МЗС.
Назначенный ресурс мотора составляет 150 моточасов.

## Модификации
М-105П(пушечный) — с возможностью установки авиапушки в развале цилиндров. Установлен на большинстве советских предвоенных истребителей — Як-1, ЛаГГ-1 и нескольких экспериментальных самолётах. Мощность 1050 л. с.
М-105Р (редукторный) — двигатель для бомбардировщиков, имел уменьшенное передаточное число редуктора (0,59 вместо 0,666). Устанавливался на Пе-2 и другие.
М-105ПА и М-105РА — улучшенная версия двигателя 1941 года для истребителей и бомбардировщиков соответственно. Отличия: усиленная конструкция картера и шатунов; беспоплавковые карбюраторы, которые обеспечивали перевернутый полет в течение 5 мин и ввод в пикирование с отрицательной перегрузкой; гиперболическую расточку подшипников коленчатого вала, что увеличивало срок службы и способствовало отказу от фильтров «Куно»; более совершенный регулятор числа оборотов Р-7 вместо Р-2; управление форсажем.
М-105ПФ (пушечный форсированный) — модификация двигателя М-105ПА 1942 года с увеличенной мощностью по наддуву (взлётная мощность 1210 л. с., номинальная мощность на высоте 700 метров — 1260 л. с., а на высоте 2700 метров — 1180 л. с.), полученной ценой потери мощности на больших высотах. Повышение мощности у земли и на средних высотах было достигнуто за счет изменения регулировки автоматического регулятора наддува Р-7 в сторону увеличения давления наддува с 910 до 1050 мм рт. ст. Для обеспечения надежной работы на форсированном режиме были усилены поршневые пальцы и изменена регулировка карбюраторов. Вопреки возражениям Климова об уменьшившемся ресурсе двигателя (со 125 до 100 часов), они были запущены в производство под давлением Яковлева. Последующая эксплуатация подтвердила правильность такого решения. Модификация ПФ была установлена на множестве истребителей Як — Як-1Б, Як-7Б, Як-9.
М-105РФ — версия М-105ПФ для бомбардировщиков.
ВК-105ПФ2 — дальнейшее увеличение мощности (1300 л. с.), модификация специально доработанная для Як-3 по персональной просьбе Яковлева. Снова увеличен наддув за счет уменьшения высотности двигателя и возможно уменьшения ресурса, но оказалось что ресурс при этом по сравнению с М-105ПФ не ухудшился. В результате номинальная мощность на 1-й скорости нагнетателя возросла с 1260 до 1310 л. с. на высоте 200 м, а на 2-й скорости нагнетателя с 1180 до 1240 л. с., но 1-я граница высотности была понижена с 2700 до 700 м. Это не обеспечивало оптимального соотношения скоростей и высот полёта, и в серии Климов разрешил повысить наддув только для 1-й скорости. В итоге за счёт снижения 2-й границы высотности с 2400 до 2000 м взлётную мощность повысили с 1210 до 1290 л. с., а боевую — с 1150 до 1290 л. с. Считалось, что эта версия исчерпала потенциал конструкции М-105 по дальнейшему наращиванию мощности.
ВК-105ПД — экспериментальная высотная версия с нагнетателем Э-100 В. А. Доллежаля. Нагнетатель Э-100 оснащался двумя центробежными ступенями, которые последовательно сжимали подаваемый в двигатель воздух. Первая ступень приводилась во вращение тремя гидравлическими турбомуфтами и могла включаться и выключаться автоматически или вручную. Вращение на вторую ступень передавала неотключаемая механическая передача от коленвала. Со взлёта до первой расчётной высоты работала только вторая ступень нагнетателя на первой скорости привода в 9,72 раза большей частоты вращения вала двигателя. При достижении высоты полета в 3400 метров, дополнительно включалась первая ступень нагнетателя, а на высоте 6300 метров переключались турбомуфты первой ступени, что замедляло падение мощности с дальнейшим подъёмом самолёта. Версия оказалась неудачной из-за нестабильной работы на высотах свыше 9000 метров.
ВК-105ПВ(повышенной высотности) — вариант модификации ВК-105ПД — установка на двигатель ВК-105ПФ2, вместо штатного ПЦН, модифицированного нагнетателя Э-100, с усовершенствованной системой перепуска избыточного воздуха в атмосферу. Развитие не получил.

## Использовался
СССР
- ЛаГГ-3 — истребитель
- Як-1 — истребитель
- Як-3 — истребитель
- Як-7 — истребитель
- Як-9 — истребитель
- P-40 Kittyhawk — истребитель (в СССР под М-105 было переделано несколько самолётов при отсутствии оригинальных двигателей «Эллисон»)
- Як-4 — двухмоторный бомбардировщик
- Пе-2 — двухмоторный пикирующий бомбардировщик
- Ар-2 — двухмоторный пикирующий бомбардировщик
- Ер-2 — двухмоторный дальний бомбардировщик

 Финляндия
- Morko Moraani — финская глубокая модернизация французских истребителей Morane-Saulnier MS.406 с использованием советских трофейных двигателей.

## Экспозиция М-105 в музеях
- музей ВВС, Монино (Московская область), музей ПАО «УМПО».
- Республиканский музей Боевой Славы, г. Уфа, Башкирия.
- Музей-Мемориал Великой Отечественной войны 1941-1945 гг.